# Леонеса
Леонѐса (на италиански: Leonessa) е малко градче и община в Централна Италия, провинция Риети, регион Лацио. Разположено е на 969 m надморска височина. Населението на общината е 2467 души (към 2010 г.).